# Костел Благовіщення Пресвятої Діви Марії (Суми)
Костел Благовіщення Пресвятої Діви Марії в Сумах — культова споруда, римо-католицький костел у м. Суми. Розташований за адресою: 40030, Суми, вул. Троїцька, 6.

## Опис
Костел Благовіщення Пресвятої Діви Марії являє собою невеликий храм у неоготичному стилі, збудований з червоної цегли. Дах будівлі високий, повернутий торцем до вулиці. На бокових фасадах розташовані пілястри та стрільчасті вікна. Також над входом (центральним порталом костелу) міститься вікно-роза. Сам портал має цікаве архітектурне рішення і дуже схожий на портали середньовічних костелів. На високому фронтоні розташована стрільчаста арка, на якій зправа та зліва містяться по одній невеликій башті.

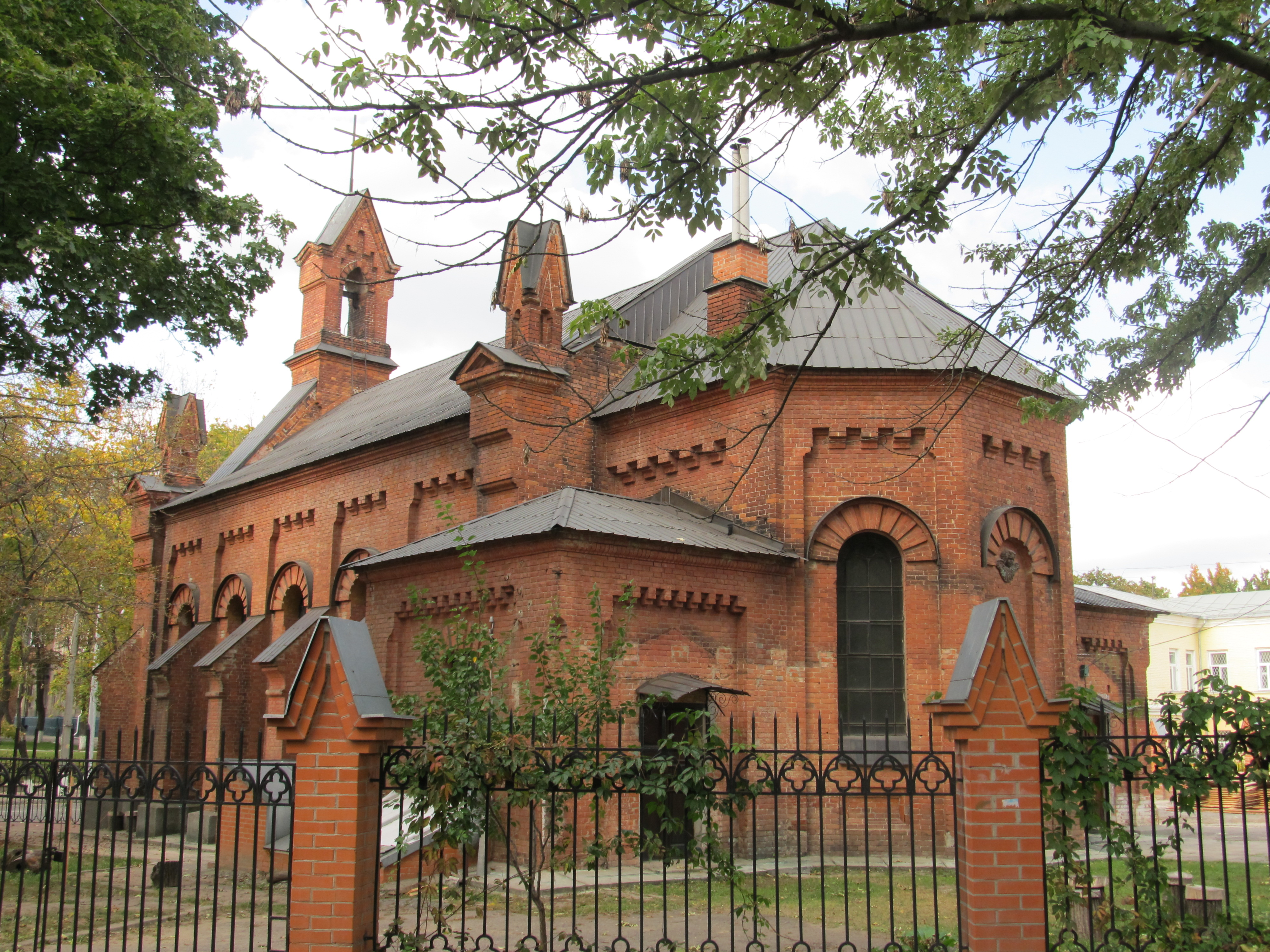
Костел Благовіщення Пресвятої Діви Марії

З 1910-х років, коли було побудовано костел, залишилися чудові різьблені двері з металічними решітками. В інтер'єрі храму можна прослідкувати лише граційні пілястри в міжвіконних простінках, бо ніяких інших архітектурних оздоблень на внутрішніх стінах будівлі немає.

## З історії костелу
У 1890-ті Павло Іванович Харитоненко подарував ділянку землі німцям та іншим іноземцям, які відбудовували Суми в кінці XIX — поч. ХХ ст. і сповідували католицизм, для того щоб ті збудували католицький костел. Надалі він здійснював фінансову допомогу у будівництві цього храму.
1900-го року від земства було отримано дозвіл на спорудження костелу. У 1901 році почалося будівництво храму, проте через фінансові труднощі його було добудовано лише через десять років. Консекрував костел Могилевський вікарний єпископ Ян Ципляк, після цього храм отримав офіційний статус каплиці-філії Харківського собору Успіння Пресвятої Діви Марії.
За радянської влади костел був закритий. Під час Німецько-радянської війни, коли місто захопили німці, храм на деякий час був відкритий, адже більшість військовослужбовців були католиками. Після того як до міста повернулися радянські війська, костел був знову закритий.
З 1945 по 1953 роки будівлю використовували як обласний краєзнавчий музей, потім колишній костел став спортивним залом Сумського педінституту. У 1972 році храм був спортивним залом школи № 8. У травні 1994 костел Благовіщення Пресвятої Діви Марії був повернений вірянам. 1998 храм консекрував єпископ Я. Пурвінський.
У 2000-их роках у костелі проводяться служби українською та англійською мовами, також при храмі діє католицький виставковий центр.